# 케플러-7b
케플러-7b는 케플러 계획을 통해 2010년 1월 4일 발견된 첫 다섯번째 외계 행성 중 하나이며 33.5일 안에 확인되었다. 케플러-7b는 태양보다 약간 더 뜨겁고 커다란, 곧 수명을 다할 항성 주위를 돌고 있다. 케플러-7b는 목성과 유사하지만 약간 더 온도가 높고, 절반 정도의 질량을 가지고 있다. 하지만 크기는 1.5배 정도 더 크다. 케플러-7b는 처음 발견되었을 때 WASP-17b를 제외하고 가장 분산된(대기로 가득찬) 행성으로 알려졌다. 이 행성을 0.06 AU(900만 km)의 거리에서 5일에 한번 모항성을 돈다. 케플러-7b는 2010년 1월 4일 미국 천문 학회 모임에서 발표되었다. 이 행성은 다른 네 행성과 마찬가지로 행성이 별 표면을 지나가면서 별빛 일부를 가리는 현상을 이용한, 트랜싯법을 이용하여 발견되었다.
이 행성의 밀도는 지금까지 발견된 외계 행성들 중에서도 매우 낮은 편으로, 질량은 목성의 절반 수준(약 0.433배)에 불과하나 반지름은 약 1.5배 가까이 크다(약 1.478배). 이는 질량이 작아 자체 중력이 약하여, 대기를 붙잡는 힘이 약해서 가열된 상층 대기가 보다 높은 고도까지 퍼져 있기 때문이다. 질량이 클 경우 잡아당기는 힘이 크기 때문에 온도가 높아도 대기가 크게 부풀어 오르지 않는다.

## 특징

### 대기, 기온 그리고 궤도
Kepler-7b는 주 항성을 가까운 거리에서 도는 태양계 외의 뜨거운 목성이라고 할 수 있다. 이 행성의 평형 온도는 주 항성과의 거리를 생각할 때 대략 1540 K정도로 계산된다. 이것은 목성보다 12배 넘게 뜨거운 것이다. 그러나 케플러 우주망원경으로 발견된 첫 5개의 행성 중 오직 케플러-6b만을 제외하여 두번째로 차갑다. 케플러-7b는 목성의 0.433배 정도의 질량을 가지고 있지만 반지름은 목성의 1.478배 정도이다. 그렇기 때문에 밀도는 단지 우리가 실생활에서 일회용으로 이용 중인 스티로폼과 비슷한 0.166 g/cm³이다. 오직 WASP-17b만이 케플러-7b보다 저 낮은 밀도를 가진 것으로 발견 당시 생각되었다. 그렇게 낮은 밀도는 행성 구성에 대한 현재 이론으로는 예상되지 않는다. 케플러-7b는 주 항성을 0.062 24 AU의 거리로 약 4.8855일 동안 한번 돌고 처음 발견된 다섯개의 행성 중 가장 먼 공전 궤도를 가진다. 대조적으로 수성은 0.387 AU 거리에서 87.97일 동안 한번 공전한다. 추가로 케플러-7b는 86.5°의 궤도 경사를 가지고 있으며 따라서 지구에서 봤을 때 거의 수평으로 공전한다.

### 대기권 지도
천문학자들은 나사의 케플러 우주망원경과 스피처 우주망원경의 데이터를 토대로 케플러-7b의 대기권 지도를 만들었다. 이것은 태양계 외권에 대한 첫 대기권 지도였다. 케플러-7b에 대한 케플러 우주망원경의 가시광선 관측을 통해 약도를 그리는 과정에서 서쪽 반구에서 밝은 부분을 찾아냈다. 하지만 그런 데이터는 밝은 부분이 대기권에서 나타나는지 열기로 인해 나타나는지 판독하기 어려웠다. 스피처 우주망원경이 이 물음에 답하는데 결정적인 역할을 하였다.
UC 산타 크루즈의 천문학과 천체물리학의 조나단 포트니 교수가 말했다. "이 구름들은 행성이 화씨 1,000도 (섭씨 500도)인 점을 감안할 때 암석과 철로 구성되었을지 모른다." 메사츄세츠 공과 대학의 브라이스-올리비에 데모리는 이렇게 적었다. "대양과 대륙은 발견할 수 없었으나 행성 구름을 설명할 분명한 반영할만한 증거가 발견되었다." 나사의 에임스 연구센터의 케플러 과학자인 토마스 바클레이는 말했다. "지구와 다르게 이 행성의 구름은 시간에 따라 별로 변화하지 않아 보인다. —이 행성은 굉장히 안정적인 기온을 가지고 있다."

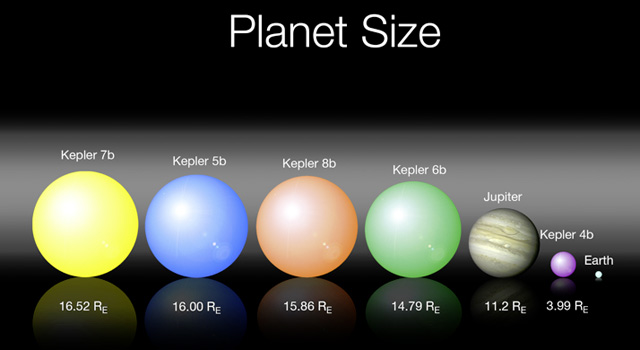
케플러 우주망원경으로 처음 발견된 다섯개의 행성. 케플러-7은 그 중에서 가장 큰 좌측 노란색의 행성이다.

### 주 항성
주 문단: 케플러-7
케플러-7은 케플러 계획을 통해 처음 발견한 다섯개의 행성 중 가장 큰 항성이며 거문고 자리에 위치하고 있다. 이 행성의 반경은 태양의 1.84배이다. 또한 케플러-7은 태양 질량의 1.35배이고 따라서 태양보다 더 크고 밀도가 낮지만 질량도 높다. 이 행성은 태양보다 약간 더 뜨거우며 유효 온도는 5933 K이다. 이 행성은 주계열성의 주명을 거의 다하였다. 이 행성의 금속성은 0.11 Fe/H(철/수소)이고, 이 말은 케플러-7이 태양에서 발견된 것보다 1.28배 많은 철을 가진 것을 의미한다.

## 발견
2009년, 나사의 케플러 우주망원경은 광도계에 대한 마지막 시험을 완료하였다. 케플러 우주망원경은 행성이 항성을 주위를 돌면서 잠시동안 그리고 주기적으로 항성의 빛을 가리는 트랜싯 현상을 탐지해내기 위해 고안되었다. 이 마지막 시험에서 케플러 우주망원경은 케플러 인풋 카탈로그에 케플러-7을 포함하여 5만개 가량의 별을 관측해내었고, 예비적인 광도곡선에 대한 자료가 케플러 과학팀에게 분석을 위해 전송되었다. 케플러 과학팀은 분명한 행성 짝들을 목록에서 분별해 내었다. 케플러-7은 이 초기 목록에 포함되지 않았었다. 1.3일의 휴식기를 거쳐 케플러 우주망원경은 33.5일 동안 쉬지 않고 15만개의 후보를 수집하였는데, 다운로드되고 분석되었던 정보들이 잘못된 데이터라는 것이 밝혀진 2009년 6월 15일까지 관측하였다. 케플러-7의 후보들은 이러한(식변광성 별로 행성 트랜싯 현상처럼 보이는 광도곡선을 발생시키는) 목록에 포함되지 않았다. 이후 케플러-7은 캐너리 섬의 유럽광학망원경의 피브레-페드 에셸분광기를 이용하여 2009년 10월, 10일 동안의 밤동안 도플러 분광학으로 관측되었다. 망원경의 가능한 에러를 막기 위해 HD 182488의 경우를 참고하였다. 이 별은 자행성들을 찾기 위해 미국 아리조나 주에 있는 WIYN 천문대에서 스펙클 이미징 기법으로 촬영되었다. 아무 자행성도 발견되지 않았을 때, 하와이의 W.M 켁 천문대의 고해상도 에셸 분광기, 미국 텍사스 주의 맥도날드 천문대의 할란 J. 스미스 망원경, 로웰 천문대의 프리즘 카메라, 그리고 하와이 군도 마우이 섬의 할리아칼라 천문대의 폴크스 망원경 노스가 마찬가지로 행성 후보 분석을 위한 도플러 분광학에 이용되었다. 시선속도 관찰로 케플러-7의 광도곡선이 사라지는 것을 확인하고 행성이 있어야한다는 결론에 이르렀고 행성인 것으로 판명되었다.
케플러 우주망원경의 첫 발견 등으로 케플러-4b, 케플러-5b, 케플러-6b, 케플러-7b, 그리고 케플러-8b가 처음으로 2010년 1월 4일, 워싱턴 D. C.에서 열린 215번째 미국 천문 협회 모임에서 공식 발표되었다.
2011년 5월, 이 행성은 별의 밝기 변화로 행성에서 반사된 별빛에 의해 탐지되었다. 이 결과 케플러-7b는 0.3의 높은 기하학적 반사율을 가진 것으로 드러났다.

## 같이 보기
- 케플러-4b
- 케플러-5b
- 케플러-6b
- 케플러-8b